# Џастин (Тексас)
Џастин (енгл. Justin) град је у америчкој савезној држави Тексас. По попису становништва из 2010. у њему је живело 3.246 становника.

## Демографија
Према попису становништва из 2010. у граду је живело 3.246 становника, што је 1.355 (71,7%) становника више него 2000. године.
| Група             | 2000.         | 2010.         |
| Белци             | 1.742 (92,1%) | 2.783 (85,7%) |
| Афроамериканци    | 27 (1,4%)     | 49 (1,5%)     |
| Азијати           | 9 (0,5%)      | 34 (1,0%)     |
| Хиспаноамериканци | 105 (5,6%)    | 328 (10,1%)   |
| Укупно            | 1.891         | 3.246         |